# Гранде (коммуна)
Гранде (нем. Grande) — община в Германии, в земле Шлезвиг-Гольштейн. 
Входит в состав района Штормарн. Подчиняется управлению Триттау.  Население составляет 672 человека (на 31 декабря 2010 года). Занимает площадь 7,87 км².